# Вокальные параллели
«Вокальные параллели» — фильм-концерт режиссёра Рустама Хамдамова. Производство «Казахфильм» имени Шакена Айманова и продюсерского центра Gala-TV при участии компании «Кинопром». Закончен в 2005 году, съёмки фильма проводились в течение девяти лет.
Премьера состоялась 16 ноября 2006 года. Участник Венецианского кинофестиваля, международных фестивалей «GoEast», «FebioFest», кинофестивалей «Кинотавр»-2005, «Киноблик», «Триумф» и другие.

## Сюжет
Бывшие актрисы, некогда оперные певицы — Роза Джаманова, Бибигуль Тулегенова, Араксия Давтян и контр-тенор Эрик Курмангалиев на контрастном фоне заброшенных ангаров, ветхих зданий «советского ампира» и заснеженных юрт, исполняют классический репертуар.
Переодеваясь в костюмы, певицы представляют арии и вокальные пьесы. Каждое из выступлений предваряется конферансом Ренаты Литвиновой, который в свою очередь чередуется с беседами на отвлечённые темы с героями фильма.

## В ролях
- Рената Литвинова — заслуженная артистка России, ведущая концерта
- Роза Джаманова — народная артистка СССР и Казахстана, сопрано
- Бибигуль Тулегенова — народная артистка СССР и Казахстана, колоратурное сопрано
- Эрик Курмангалиев — заслуженный артист Казахстана, контр-тенор
- Араксия Давтян — заслуженная артистка Армении, сопрано

### В эпизодах
Димаш Ахимов, Омар Жалгасбаев, Кудрат Розахунов, Наталья Скиданова, Илзе Лиепа 

Малик Хамдамов, Валентин Клементьев, Артур Подгорецкий, Наталья Каликанова 
 Кудрат Розахунов, Дастан Садманов, Нурсултан Садманов, Рано Шамузофарова

## Музыкальные темы
В фильме звучат арии из опер:
- «Иван Сусанин» Михаила Глинки (Курмангалиев)
- «Чио-чио-сан» Джакомо Пуччини (Джаманова)
- «Тоска» Джакомо Пуччини (Джаманова)
- «Травиата» Джузеппе Верди (Тулегенова)
- «Семирамида» Джоаккино Россини (Давтян, Курмангалиев)
- «Пиковая дама» Петра Чайковского (Давтян, Курмангалиев).

Песни:
- из вокального цикла «Любовь и жизнь женщины» Роберта Шумана (Давтян)
- «Сапфическая песня» Иоганнеса Брамса (Курмангалиев).

## Съёмочная группа
- Авторы сценария: Рустам Хамдамов , Рената Литвинова
- Режиссёр-постановщик: Рустам Хамдамов
- Оператор-постановщик: Рифкат Ибрагимов, Сергей Мокрицкий
- Композитор: Владимир Мартынов
- Художник-постановщик: Рустам Хамдамов

## Отзывы
Рустам Хамдамов: «Это фильм-концерт. Оперные певцы — Араксия Давтян, Роза Джаманова, Эрик Курмангалиев — исполняют свои партии из Пуччини, Шумана, Россини. Рената Литвинова выходит, объявляет их арии и одновременно учит „жизни“. Говорит, что в искусстве часто побеждает не талант, а посредственность, надо только выбрать правильную тактику и уметь идти на компромисс. А они плохо усваивают её уроки, живут не так, поэтому им здесь не место. И они умирают. Потом летят на том свете на самолете, но все равно поют. Там, на небесах…».
Галина Волчек (председатель жюри «Кинотавра»-2005): «Если бы не эта картина, то и говорить на фестивале было бы не о чём» (недоступная ссылка).